# 1re étape du Tour d'Italie 2004
Pour un article plus général, voir Tour d'Italie 2004.
La 1re étape du Tour d'Italie 2004 a eu lieu le 9 mai 2004 entre la ville de Gênes et celle d'Alba sur une distance de 143 km. Elle a été remportée par l'Italien Alessandro Petacchi (Fassa Bortolo) devant l'Allemand Olaf Pollack (Gerolsteiner) et l'Italien Crescenzo D'Amore (Acqua & Sapone - Caffè Mokambo). Grâce aux bonifications, Pollack s'empare du maillot rose de leader du classement général au détriment de l'Australien Bradley McGee (Fdjeux.com) à l'issue de l'étape.

## Classement de l'étape
| \| Classement de l'étape \| Classement de l'étape \| Classement de l'étape \| Classement de l'étape \| Classement de l'étape \| \| Coureur \| Coureur \| Pays \| Équipe \| Temps \| \| --------------------- \| --------------------- \| --------------------- \| ---------------------------------- \| --------------------- \| \| 1er \| Alessandro Petacchi \| Italie \| Fassa Bortolo \| 3 h 41 min 56 s \| \| 2e \| Olaf Pollack \| Allemagne \| Gerolsteiner \| + 0 s \| \| 3e \| Crescenzo D'Amore \| Italie \| Acqua & Sapone - Caffè Mokambo \| + 0 s \| \| 4e \| Robbie McEwen \| Australie \| Lotto-Domo \| + 0 s \| \| 5e \| Marco Zanotti \| Italie \| Vini Caldirola-Nobili Rubinetterie \| + 0 s \| \| 6e \| Philippe Gilbert \| Belgique \| Fdjeux.com \| + 0 s \| \| 7e \| Ján Svorada \| Tchéquie \| Lampre \| + 0 s \| \| 8e \| Luciano Pagliarini \| Brésil \| Lampre \| + 0 s \| \| 9e \| David Derepas \| France \| Fdjeux.com \| + 0 s \| \| 10e \| Aliaksandr Usau \| Biélorussie \| Phonak Hearing Systems \| + 0 s \| |                     |             |                                    |                 |
| |                     |             |                                    |                 |
| |                     |             |                                    |                 |
| Classement de l'étape |                     |             |                                    |                 |
| Coureur | Coureur             | Pays        | Équipe                             | Temps           |
| 1er | Alessandro Petacchi | Italie      | Fassa Bortolo                      | 3 h 41 min 56 s |
| 2e | Olaf Pollack        | Allemagne   | Gerolsteiner                       | + 0 s           |
| 3e | Crescenzo D'Amore   | Italie      | Acqua & Sapone - Caffè Mokambo     | + 0 s           |
| 4e | Robbie McEwen       | Australie   | Lotto-Domo                         | + 0 s           |
| 5e | Marco Zanotti       | Italie      | Vini Caldirola-Nobili Rubinetterie | + 0 s           |
| 6e | Philippe Gilbert    | Belgique    | Fdjeux.com                         | + 0 s           |
| 7e | Ján Svorada         | Tchéquie    | Lampre                             | + 0 s           |
| 8e | Luciano Pagliarini  | Brésil      | Lampre                             | + 0 s           |
| 9e | David Derepas       | France      | Fdjeux.com                         | + 0 s           |
| 10e | Aliaksandr Usau     | Biélorussie | Phonak Hearing Systems             | + 0 s           |

## Classement général
Grâce aux douze secondes de bonifications engrangées avec sa deuxième place, l'Allemand Olaf Pollack (Gerolsteiner) s'empare du maillot rose de leader du classement général. Il devance l'ancien leader, l'Australien Bradley McGee (Fdjeux.com) de deux secondes et le vainqueur de l'étape, l'Italien Alessandro Petacchi (Fassa Bortolo) qui bénéficie également des vingt secondes de bonification pour passer de la 21e à la 3e place, à vingt secondes de Pollack.
| \| Classement général \| Classement général \| Classement général \| Classement général \| Classement général \| \| Coureur \| Coureur \| Pays \| Équipe \| Temps \| \| ------------------ \| ------------------- \| ------------------ \| ------------------------------ \| ------------------ \| \| 1er \| Olaf Pollack \| Allemagne \| Gerolsteiner \| 3 h 50 min 24 s \| \| 2e \| Bradley McGee \| Australie \| Fdjeux.com \| + 2 s \| \| 3e \| Alessandro Petacchi \| Italie \| Fassa Bortolo \| + 20 s \| \| 4e \| Yaroslav Popovych \| Ukraine \| Landbouwkrediet-Colnago \| + 22 s \| \| 5e \| Gerhard Trampusch \| Autriche \| Acqua & Sapone - Caffè Mokambo \| + 26 s \| \| 6e \| Crescenzo D'Amore \| Italie \| Acqua & Sapone - Caffè Mokambo \| + 32 s \| \| 7e \| Marco Velo \| Italie \| Fassa Bortolo \| + 34 s \| \| 8e \| Dario Cioni \| Italie \| Fassa Bortolo \| + 35 s \| \| 9e \| Mario Cipollini \| Italie \| Domina Vacanze \| + 37 s \| \| 10e \| Davide Rebellin \| Italie \| Gerolsteiner \| + 37 s \| |                     |           |                                |                 |
| |                     |           |                                |                 |
| |                     |           |                                |                 |
| Classement général |                     |           |                                |                 |
| Coureur | Coureur             | Pays      | Équipe                         | Temps           |
| 1er | Olaf Pollack        | Allemagne | Gerolsteiner                   | 3 h 50 min 24 s |
| 2e | Bradley McGee       | Australie | Fdjeux.com                     | + 2 s           |
| 3e | Alessandro Petacchi | Italie    | Fassa Bortolo                  | + 20 s          |
| 4e | Yaroslav Popovych   | Ukraine   | Landbouwkrediet-Colnago        | + 22 s          |
| 5e | Gerhard Trampusch   | Autriche  | Acqua & Sapone - Caffè Mokambo | + 26 s          |
| 6e | Crescenzo D'Amore   | Italie    | Acqua & Sapone - Caffè Mokambo | + 32 s          |
| 7e | Marco Velo          | Italie    | Fassa Bortolo                  | + 34 s          |
| 8e | Dario Cioni         | Italie    | Fassa Bortolo                  | + 35 s          |
| 9e | Mario Cipollini     | Italie    | Domina Vacanze                 | + 37 s          |
| 10e | Davide Rebellin     | Italie    | Gerolsteiner                   | + 37 s          |

## Classements annexes
| Classement par points | Classement par points | Classement par points | Classement par points              | Classement par points |
| Coureur               | Coureur               | Pays                  | Équipe                             | Points                |
| --------------------- | --------------------- | --------------------- | ---------------------------------- | --------------------- |
| 1er                   | Alessandro Petacchi   | Italie                | Fassa Bortolo                      | 25 pts                |
| 2e                    | Crescenzo D'Amore     | Italie                | Acqua & Sapone - Caffè Mokambo     | 22 pts                |
| 3e                    | Olaf Pollack          | Allemagne             | Gerolsteiner                       | 20 pts                |
| 4e                    | Robbie McEwen         | Australie             | Lotto-Domo                         | 14 pts                |
| 5e                    | Marco Zanotti         | Italie                | Vini Caldirola-Nobili Rubinetterie | 12 pts                |

| Classement par points | Classement par points | Classement par points | Classement par points              | Classement par points |
| Coureur               | Coureur               | Pays                  | Équipe                             | Points                |
| --------------------- | --------------------- | --------------------- | ---------------------------------- | --------------------- |
| 1er                   | Alessandro Petacchi   | Italie                | Fassa Bortolo                      | 25 pts                |
| 2e                    | Crescenzo D'Amore     | Italie                | Acqua & Sapone - Caffè Mokambo     | 22 pts                |
| 3e                    | Olaf Pollack          | Allemagne             | Gerolsteiner                       | 20 pts                |
| 4e                    | Robbie McEwen         | Australie             | Lotto-Domo                         | 14 pts                |
| 5e                    | Marco Zanotti         | Italie                | Vini Caldirola-Nobili Rubinetterie | 12 pts                |

| Classement de la montagne | Classement de la montagne | Classement de la montagne | Classement de la montagne | Classement de la montagne |
| Coureur                   | Coureur                   | Pays                      | Équipe                    | Points                    |
| ------------------------- | ------------------------- | ------------------------- | ------------------------- | ------------------------- |
| 1er                       | Fabian Wegmann            | Allemagne                 | Gerolsteiner              | 3 pts                     |
| 2e                        | Freddy González           | Colombie                  | Colombia-Selle Italia     | 2 pts                     |
| 3e                        | Cristian Moreni           | Italie                    | Alessio-Bianchi           | 1 pt                      |

| Classement de la montagne | Classement de la montagne | Classement de la montagne | Classement de la montagne | Classement de la montagne |
| Coureur                   | Coureur                   | Pays                      | Équipe                    | Points                    |
| ------------------------- | ------------------------- | ------------------------- | ------------------------- | ------------------------- |
| 1er                       | Fabian Wegmann            | Allemagne                 | Gerolsteiner              | 3 pts                     |
| 2e                        | Freddy González           | Colombie                  | Colombia-Selle Italia     | 2 pts                     |
| 3e                        | Cristian Moreni           | Italie                    | Alessio-Bianchi           | 1 pt                      |

| Classement Intergiro | Classement Intergiro | Classement Intergiro | Classement Intergiro         | Classement Intergiro |
|                      | Coureur              | Pays                 | Équipe                       | Temps                |
| -------------------- | -------------------- | -------------------- | ---------------------------- | -------------------- |
| 1er                  | Marlon Pérez         | Colombie             | Colombia-Selle Italia        | en 2 h 43 min 1 s    |
| 2e                   | Crescenzo D'Amore    | Italie               | Acqua & Sapone-Caffè Mokambo | + 6 s                |
| 3e                   | Fred Rodriguez       | États-Unis           | Acqua & Sapone-Caffè Mokambo | + 12 s               |
| 4e                   | Cristian Moreni      | Italie               | Alessio-Bianchi              | + 16 s               |
| 5e                   | Aart Vierhouten      | Pays-Bas             | Lotto-Domo                   | + 21 s               |
| modifier             |                      |                      |                              |                      |

| Classement par équipes | Classement par équipes         | Classement par équipes | Classement par équipes |
| Équipe                 | Équipe                         | Pays                   | Temps                  |
| ---------------------- | ------------------------------ | ---------------------- | ---------------------- |
| 1re                    | Lampre                         | Italie                 | 11 h 05 min 48 s       |
| 2e                     | Domina Vacanze                 | Italie                 | + 0 s                  |
| 3e                     | Fdjeux.com                     | France                 | + 0 s                  |
| 4e                     | Acqua & Sapone - Caffè Mokambo | Italie                 | + 0 s                  |
| 5e                     | Lotto-Domo                     | Belgique               | + 0 s                  |

| Classement par équipes | Classement par équipes         | Classement par équipes | Classement par équipes |
| Équipe                 | Équipe                         | Pays                   | Temps                  |
| ---------------------- | ------------------------------ | ---------------------- | ---------------------- |
| 1re                    | Lampre                         | Italie                 | 11 h 05 min 48 s       |
| 2e                     | Domina Vacanze                 | Italie                 | + 0 s                  |
| 3e                     | Fdjeux.com                     | France                 | + 0 s                  |
| 4e                     | Acqua & Sapone - Caffè Mokambo | Italie                 | + 0 s                  |
| 5e                     | Lotto-Domo                     | Belgique               | + 0 s                  |